# ویاچسلاف ایواننکو
ویاچسلاف ایواننکو (روسی: Вячеслав Иванович Иваненко؛ زادهٔ ۳ مارس ۱۹۶۱) دونده پیاده‌روی سرعت اهل اتحاد جماهیر شوروی سوسیالیستی است.